# Mangaroca Batida de Côco
Mangaroca Batida de Côco ist ein Kokoslikör nach brasilianischem Originalrezept mit 16 % Alkohol und unter dem Marketingbegriff „Der Kuss der Kokosnuss“ bekannt.
Er wird seit 1976 hergestellt und bereits seit 1978 auf dem deutschen Markt angeboten. Heute ist Mangaroca Batida de Côco in über 20 Ländern weltweit erhältlich.

## Geschichte
In den 1970er Jahren erkannten Mitarbeiter der italienischen Destillerie „Buton SPA“ auf einer Geschäftsreise in Brasilien das Potential des landestypischen Batida. Fasziniert von dem Getränk, führten sie Batida de Côco auf dem europäischen Markt ein. Im Jahr 1980 gründete Giovanni Sassoli de Bianchi, einer der Buton-Nachkommen, das Unternehmen Mangaroca International AG: Mangaroca Batida de Côco war geboren. Seit 2017 gehört die Marke zur Henkell-&-Co.-Gruppe und wird von ihr weltweit vermarktet.